# Consolación a Marcia
La Consolación a Marcia, en latín original Ad Marciam de Consolatione (literalmente, «A Marcia, como Consolación») es una obra escrita por Lucio Anneo Séneca en torno al año 50 e.v.

## Temas
La obra fue escrita para una mujer conocida suya, Marcia, quien mantuvo el luto por la muerte de su hijo durante más de tres años. En ella, Séneca desgrana uno de los ejes centrales de su filosofía estoica, a saber, el reconocer e incluso esperar la muerte como algo natural e inevitable que puede sobrevenirnos en cualquier momento, algo que al lector moderno puede resultar un tanto ecléctico frente a las posturas más vitalistas que al respecto suelen adoptarse en la actualidad. Sin embargo, algunos aspectos de la obra, sobre todo el que trata con la inmortalidad del alma, son tan semejantes a los propugnados por el cristianismo que llevaron a muchos pensadores cristianos como a Tertuliano o a San Jerónimo a considerar la filosofía de Séneca, y a él mismo, como «saepe noster», esto es, a menudo, uno de los nuestros.
En la obra, además, Séneca compara dos modelos de llanto maternal: el de Octavia la Menor, hija de Augusto, quien, al perder a su hijo Marcelo cuando este tenía 20 años, «no puso freno a sus llantos y gemidos»; con el de Livia, esposa de Augusto, la cual, al perder a su hijo Druso, «tan pronto como lo puso en la tumba, enterró junto con su hijo toda su pena, y lamentó su pérdida no más de lo que respetaba al César o era justa con Tiberio, viendo que ambos estaban vivos». Séneca admira el temple de Livia, pues: «si te aplicas a imitar a la magnánima Livia, más moderada y tranquila en su dolor, no te dejarás consumir en los tormentos».

## La obra
En dicha obra, Séneca trata de convencer a Marcia de que el destino de su hijo, aunque trágico, no debería causar asombro o sorpresa, dado que es parte del orden de la naturaleza el que la vida dé siempre paso a la muerte: según Séneca, Marcia a buen seguro conocía a otras muchas madres que habían perdido a sus hijos, luego, ¿por qué esperaba que su propio hijo sobreviviera? Aunque Séneca simpatiza con Marcia, a lo largo de la obra insiste en que hemos nacido en un mundo cuyos elementos están destinados a morir, de manera que si Marcia pudiera aceptar que a nadie le es garantizada una vida justa (esto es, una vida en la que los hijos sobreviven a las madres), entonces ella podría acabar al fin con su luto y vivir el resto de su vida en paz y serenidad, concluyendo: 
«Y cuando llegue el tiempo en que el universo toque a su fin, el mundo habitado prenderá y todas las cosas mortales arderán en una gran conflagración; los astros chocarán entre sí y toda la materia del mundo se abrasará en un fuego común. Entonces nosotros, almas dichosas, que habremos alcanzado la inmortalidad, y sólo cuando crea Dios más conveniente hacer renacer al universo, volveremos a la sustancia de la que proveníamos, y formaremos la materia del nuevo universo ¡Dichoso pues tu hijo, oh Marcia, que es ahora partícipe de estos misterios!». Lucio Anneo Séneca, en Consolación a Marcia.